# Spicara
Spicara es un género de peces de la familia Sparidae.

## Taxonomía
Inicialmente fue propuesto como un género monoespecífico en 1810 por el naturalista francés Constantine Samuel Rafinesque cuando describió Spicara flexuosa como una nueva especie. Posteriormente se clasificó dentro de la familia Centracanthidae, pero análisis filogenéticos sugirieron su inclusión en la familia Sparidae, apareciendo en esta en la 5.ª edición de Fish of the World.

## Especies
Actualmente hay nueve especies reconocidas en este género:
- Spicara alta (Osório, 1917)
- Spicara australis (Regan, 1921)
- Spicara axillaris (Boulenger, 1900)
- Spicara flexuosum (Rafinesque, 1810)
- Spicara maena (Linnaeus, 1758)
- Spicara martinicius (Valenciennes, 1830)
- Spicara melanurus (Valenciennes, 1830)
- Spicara nigricauda (Norman, 1931)
- Spicara smaris (Linnaeus, 1758)